# Wołcza (dopływ Samary)
Wołcza (ukr. Вовча, Wowcza, ros. Волчья, Wołczja) – rzeka na Ukrainie, lewy dopływ Samary. Płynie przez obwód doniecki i dniepropetrowski, długość rzeki wynosi 323 km, a powierzchnia dorzecza – 13 300 km².